# Michel Petrucciani
Michel Petrucciani (n. 28 decembrie 1962, Orange, Provence-Côte d'Azur-Corse⁠(d), Franța – d. 6 ianuarie 1999, New York City, New York, SUA) a fost un pianist și compozitor de jazz francez.
El a trăit suferind de o gravă afecțiune osoasă numită osteogeneză imperfectă, astfel că a avut doar un metru înălțime. Cu toate acestea, și-aa dedicat copilăria studiului pianului. Stilul său a fluctuat între o atmosferă intimă și romantică, proprie stilului Bill Evans, al cărui fervent admirator era, și un altul cu o mare utilizare a ritmului care a combinat subtilitatea, lirismul și puterea unui atac percutant.

## Carieră
Provenind dintr-o familie de muzicieni de origine italo-franceză (bunicul lui a fost originar dinNapoli), a studiat pian clasic de copil, iar la vârsta de 12 ani, a debutat, însoțit de tatăl său Tony la chitară, care a fost profesorul lui de pian, și fratele lui Louis la contrabas. Ca urmare a bolilor degenerative, la începutul carierei sale, tatăl și frații săi, ocazional, au trebuit să-l ducă în brațe, deoarece el nu putea să meargă singur. Cu toate acestea, boala lui a adus, de asemenea, anumite avantaje pentru cariera sa, dupa cum spunea chiar el, deoarece handicapul fizic i-a împiedicat distracția oferită de sport și alte activități proprii tineretului.
Deși a studiat pian clasic, marele lui idol muzical a fost întotdeauna Duke Ellington, care a fost sursa lui de inspirație pentru a se dedica, în cele din urmă, jazzului. Ca adult, mâinile lui au ajuns la o dimensiune medie, cu toate acestea, pentru pedale a fost nevoit să folosesască diverse artefacte special făcute pentru el. 
A ieșit în evidență de la o vârstă foarte tânără, iar la 17 ani a înregistrat primul său album. În anul următor începe un trio cu Jean-François Jenny-Clark și Aldo Romano, o serie de înregistrări pentru firma franceză OWL. În 1982 s-a mutat în California și a devenit pianist al grupului saxofonistului Charles Lloyd, când acesta se întoarcea pe scenă, după o prelungită vreme de retragere, mulțumită insistenței lui Petrucciani. Deși el a continuat înregistrarea în Franța, șederile lui la New York îi oferă primele lui albume americane, până când, în 1985 începe perioada sa cu firma „Blue Note” cu „Pianism”, o înregistrare în trio cu Palle Danielson și Elliot Zigmund. la 22 februarie 1985, Lloyd a intrat pe scena de la Town Hall din New York cu Petrucciani în brațele lui, și îl așează pe scaunul de la pian, urmând filmarea a O Noapte cu Blue Note. Regizorul filmului, John Charles Jopson, și-a amintit mai târziu în notele de reeditare, că scena l-a mișcat până la lacrimi. În anul următor, cânta la Montreux într-un trio cu Wayne Shorter și Jim Hall, întâlnire care este publicată sub titlul „Power of Three”, una dintre marile lui albume. A cochetat, de asemenea, în lucrări precum „Music”, „Playground”, care l-au apropiat deformule de electric fusion. Ultimul său album pentru Blue Note este un solo tribut lui Duke Ellington, unul dintre compozitorii lui preferați și o influență clară de-a lungul carierei sale. În Statele Unite a cântat, de asemenea, cu diverse figuri de pe scena jazz-ului local, inclusiv legendarul Dizzy Gillespie și saxofonistul Lee Konitz, printre alții.
În 1994 înregistrează pentru o companie franceză, Dreyfus, „Marvellous”, într-un trio completat de Dave Holland și Tony Williams, și în mod surprinzător adăguând un cvartet de coarde. Personalitatea lui pregnantă l-a făcut să prefere formații mici, iar în ultimii ani una dintre cele mai fructuoase trupe a fost duetul cu organistul Eddy Louiss, cuprins în cele două volume din „Conference de Presse”. Cea mai mare virtute a lui, ca pianist de jazz a fost solo-ul. Dublu CD-ul preluat din spectacolele lui de la Paris „Au Teathre Des Champs-Elysees” este considerat a fi apogeul carierei sale înregistrate. În 1997 a format un grup mai mare, un sextet în care sunt integrați italienii Stefano Di Battista și Flavio Boltro, cu care a înregistrat „Both Worlds”.
S-a căsătorit cu pianista clasică italiană Gilda Buttà (1959-), dar s-au despărțit trei luni mai târziu. A avut mai multe relații. Cu canadiana Marie-Laure Roperch, care avea deja un fiu, pe nume Rachid Roperch (pe care Petrucciani îl considera a fi fiul său vitreg) a avut un fiu, Alexandru, care a moștenit boala lui Petrucciani.

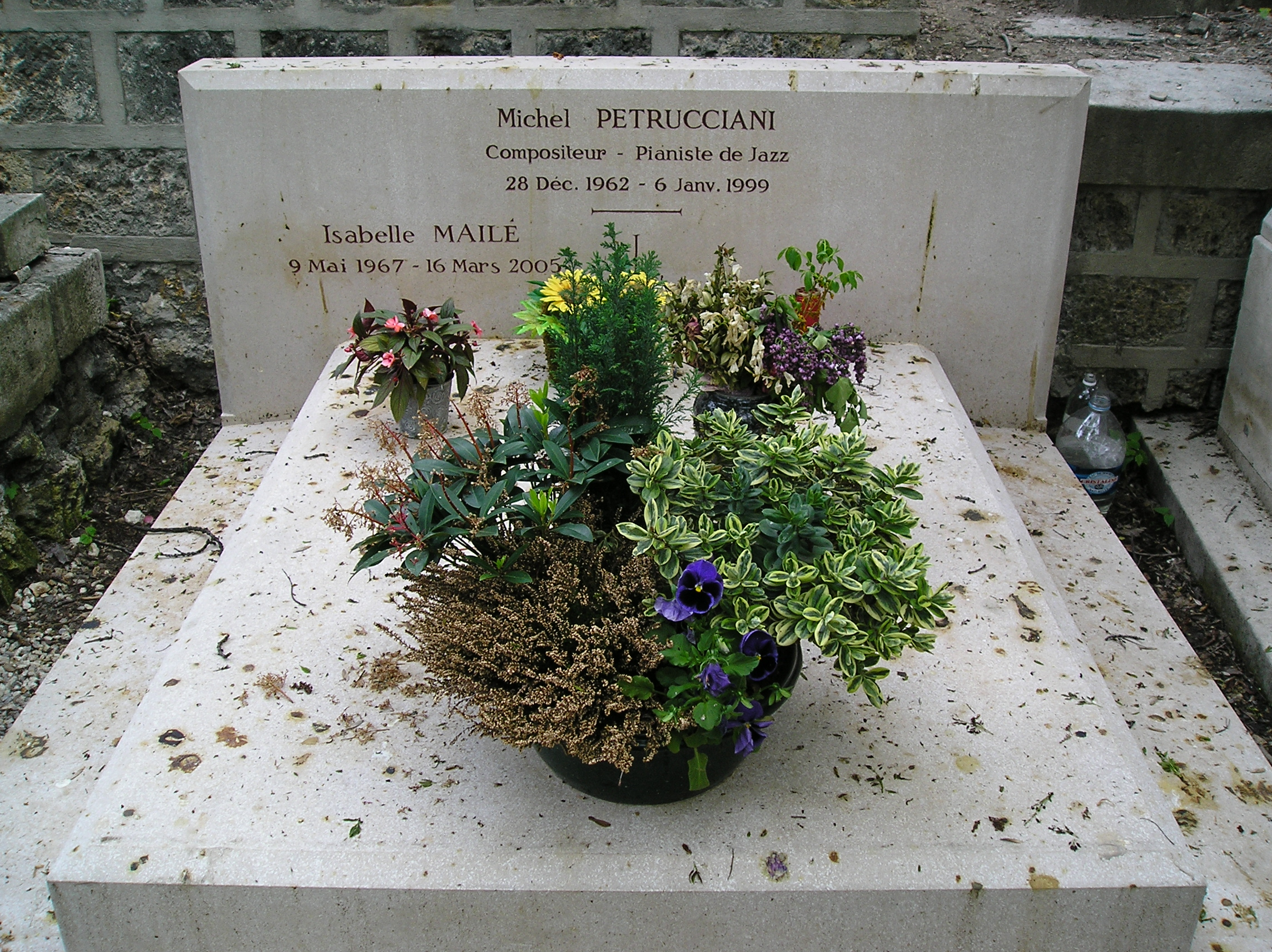
Mormântul lui Petrucciani

A murit la 6 ianuarie 1999, la 36 de ani, din cauza unei afecțiuni pulmonare produse de boala osoasă. Odihnește în cimitirul Père-Lachaise (Paris), lângă mormântul lui Chopin. Din iulie 2003, la Paris există o piață cu numele Michel Petrucciani.

## Stil
Modul de a cânta al lui Petrucciani a fost caracterizat de un puternic ritm și o excepțională independență poliritmică a mâinilor. Având în vedere gustul lui pentru ritm, i-a plăcut foarte mult muzica braziliană și jazz-ul influențat de ea, care au fost mereu prezente în albumele lui.

## Discografie

### Albume de studio
- Flash (1980)

1. Flash
2. In your own sweet way
3. English blues
4. Here's that rainy day
5. Giant steps
6. Ballade
7. Vaucluse blues

1. Hommage à Enelram Atsenig
2. Days of wine and roses
3. Christmas dreams
4. Juste un moment
5. Gattito
6. Cherokee

- Estate (1982)

1. Pasolini
2. Very early
3. Estate
4. Maybe yes
5. I just say hello
6. Tone poem
7. Samba des prophètes

1. I hear a rhapsody
2. To Erlinda
3. Round about midnight
4. Lover man
5. Ode
6. Lovelee

- Oracle’s destiny (1982)

1. Oracle’s destiny
2. Big sur-big on
3. Amalgame
4. It's what I am doing when I miss you
5. Mike Pee

- 100 hearts (1983)

1. Turn around
2. Three forgotten magic words
3. Silence
4. St
5. Pot pourri
6. 100 hearts

- Note’n notes (solo, 1984)

1. The round boy's dance
2. Prelude to a kiss
3. Eugenia
4. My funny Valentine

- Darn that dream (1985)

1. Just friends
2. You don't know what love is
3. Corcovado
4. Lover man
5. Darn that dream
6. Straight no chaser

- Cold blues (1985)

1. Beautiful but why
2. Autumn leaves
3. Something like this
4. There will never be another you
5. I just say hello
6. Cold blues

- Pianism (1985)

1. The prayer
2. Our tune
3. Face's face
4. Night and day
5. Here's that rainy day
6. Regina

- Michel plays Petrucciani (1987)

1. She did it again
2. One for us
3. Sahara
4. 13th
5. Mr K.
6. One night at Ken and Jessica's
7. It's a dance
8. La Champagne
9. Brazillian suite

- Music (1989)

1. Looking up
2. Memories of Paris
3. My bebop tune
4. Brazilian suite no. 1
5. Bite
6. Lullaby
7. O nana oye
8. Play me
9. Happy birthday mr
10. Thinking of Wayne

- Date with time (solo) (1991, grabado en 1981

1. Santa Barbara
2. Afro blues
3. Round about midnight
4. Menphis green
5. Mike Pee
6. Bumpin' on the sunset

- Playground (1991)

1. September second
2. Home
3. P'tit Louis
4. Miles davis' licks
5. Rachid
6. Brazilian suite #3
7. Play school
8. Contradictions
9. Laws of physics
10. Piango, pay the man
11. Like that

- Promenade with Duke (solo) (1993)

1. Caravan
2. Lush life
3. Take the A train
4. African flower
5. In a sentimental mood
6. Hidden joy
7. One night in the hotel
8. Satin doll
9. C-jam blues

- Marvellous (1994)

1. Manhattan
2. Charlie brown
3. Even mice dance
4. Why
5. Hidden joy
6. Shooting stars
7. You are my waltz
8. Dumb breaks
9. 92's last
10. Bésame mucho

- Flamingo (1995, alături de Stéphane Grappelli, publicat în 1996)

1. These foolish things
2. Little peace in C for U
3. Flamingo
4. Sweet Georgia Brown
5. I can't get started
6. I got rhythm
7. I love New York in june
8. Misty
9. I remember April
10. Lover man
11. There will never be another you
12. Valse du passé

- Both worlds (1997)

1. 35 seconds of music and more
2. Brazilian like
3. Training
4. Colors
5. Petite Louise
6. Chloé meets Gershwin
7. Chimes
8. Guadeloupe
9. On top of the roof

- Conversation with Michel (2000, alături de Bob Malach, înregistrat între anii 1988 și 1989)

1. My bebop tune, prise 1
2. My bepop tune, prise 2
3. My bepop tune, prise 3
4. Conversation with Michel, 1ère partie
5. For all time's sake
6. Contradictions
7. Theme for Ernie
8. You must believe in spring
9. Conversation with Michel, 2ème partie
10. My bepop tune, prise 4

### Discurile live
- Live at the Village Vanguard (1984)

1. Nardis
2. Oleo
3. Big sur, big on
4. To Erlinda
5. Say it again and again
6. Trouble
7. Three forgotten magic words
8. Round about midnight

- Power of three (1986)

1. Limbo
2. Careful
3. Morning blues
4. Waltz new
5. Beautiful love
6. In a sentimental mood
7. Bimini

- Live (1994, înregistrat în 1991)

1. Black magic
2. Miles Davis licks
3. Contradictions
4. Bite
5. Rachid
6. Looking up
7. Thank you note
8. Estate

- Conférence de presse (alături de Eddy Louiss) (1994)

1. Les grelots
2. Jean-Philippe Herbien
3. All the things you are
4. I wrote you a song
5. So what
6. These foolish things
7. Amesha
8. Simply bop

- Conférence de presse, vol. 2 (1995, alături de Eddy Louiss, înregistrat în 1994)

1. [Autumn leaves] http://en.wikipedia.org/wiki/Autumn_Leaves_(song)
2. Hub art
3. Caravan
4. Naissance
5. Rachid
6. Caraïbes
7. Au p'tit jour
8. Summertime

- Au théâtre des Champs-Elysées (1995, înregistrat în 1994)
  - CD 1
    1. Medley of my favourite songs
    2. Night sun in Blois
    3. Radio dial - These foolish things

  - CD 2
    1. I mean you - Round about midnight
    2. Even nice dance - Caravan
    3. Love letter
    4. Bésame mucho

- Solo live (1998,  înregistrat în 1997)

1. Looking up
2. Bésame mucho
3. Rachid
4. Chloé meets Gershwin
5. Home
6. Brazilian like
7. Little piece in C for U
8. Romantic but not blue
9. Trilogy in Blois
10. Caravan
11. She did it again - Take the A train

- Concerts inédits (1999,  înregistrat între anii 1993 și 1994)
  - CD 1 (solo)
    1. [Autumn leaves]http://en.wikipedia.org/wiki/Autumn_Leaves_(song)
    2. In a sentimental mood
    3. Take the A train
    4. Bésame mucho
    5. Hidden joy
    6. Caravan
    7. Around midnight

  - CD 2 (duo)
    1. All the things you are
    2. I can't get started
    3. Oleo
    4. All blues
    5. Beautiful love
    6. Someday my prince will come
    7. Billie's bounce
    8. Blues in the closet
    9. My funny Valentine

  - CD 3 (trio)
    1. Manhattan
    2. Charlie Brown
    3. On Green Dolphin Street
    4. Les grelots
    5. All the things you are
    6. Why?
    7. Tutu
    8. Dumb breaks

- Trio in Tokyo (1999,  înregistrat în 1997)

1. Training
2. September second
3. Home
4. Little peace in C for U
5. Love letter
6. Cantabile
7. Colors
8. So what
9. Take The `A' Train -Bonus-

- Conversation (cu tatăl său, chitaristul de jazz Tony Petrucciani; 2001,  înregistrat în 1992)

1. Summertime
2. Sometime ago
3. All the things you are
4. My funny Valentine
5. Nuages
6. Nardis
7. Michel's blues
8. Someday my prince will come
9. Billie's bounce
10. Satin doll

- Dreyfus night (2003,  înregistrat în 1994)

1. Tutu
2. The king is gone
3. Looking up

- Piano solo - The complete live in Germany (2007,  înregistrat în 1997)
  - CD 1
    1. Colors
    2. Training
    3. Hidden joy
    4. Les grelots
    5. Guadeloupe
    6. Love letter
    7. Little peace in C for U
    8. Michel Petrucciani speech
    9. J'aurais tellement voulu
    10. Rachid
    11. Chloé meets Gershwin
    12. Home
    13. Brazilian like

  - CD 2
    1. Romantic but not blue
    2. Trilogy in Blois (Morning Sun in Blois / Noon Sun in Blois / Night Sun in Blois)
    3. Caravan
    4. Looking up
    5. Bésame mucho
    6. She did it again
    7. Take the A train

### DVD
- Power Of Three (20th Montreux Jazz Festival: Live 1986)

Michel Petrucciani (p), Jim Hall (g), Wayne Shorter (ss 6, ts 5&7)
1. Beautiful Love
2. In A Sentimental Mood
3. Careful
4. Waltz New
5. Limbo
6. Morning Blues
7. Bimini

- Non Stop Travels With Michel Petrucciani / The Michel Petrucciani Trio in Concert

1. Non Stop Travels With Michel Petrucciani: Documental: Bimini / Brazilian Suite / You Are My Waltz / Waltz New / She Did it Again / Take The A Train / Caravan / Piango, Pay The Man / My bebop tune / Charlie Brown / Flamingo / Little Peace in C for U / Lullaby / Looking Up
2. Michel Petrucciani Trio - Live In Concert -Stuttgart-: Michel Petrucciani (p), Anthony Jackson (b), Steve Gadd (d): Little Peace in C for U / Brazilian Like / Chloe Meets Gershwin / September Second / So What / Guadaloupe / Take the A Train / Cantabile

### Unele discuri la care a participat
- The Manhattan Project (1989)
- Louis Petrucciani (fratele lui, contrabasist): The librarian (1990)
- Rachelle Ferrel: Somethin’ else (1990)
- Michel Grailler: Dream drops (1991,  înregistrat în 1981)
- Joe Lovano: From the soul (1992,  înregistrat în 1991)
- Charles Lloyd: A night in Copenhague (1996,  înregistrat în 1983)
- Steve Grossman & Michel Petrucciani: Quartet (1999,  înregistrat în 1998)
- Philippe Petrucciani (fratele lui, guitarist de jazz): The First (1991)
- Marcus Miller (b), Michel Petrucciani (p), Kenny Garrett (s), Biréli Lagréne (g), Lenny White (d): Dreyfus Night In Paris (7 de julio de 1994)
- Patrick Rondat: On the edge (1999)